# Большая Ленинградка
Больша́я Ленингра́дка — проект, согласно которому планировалось провести масштабную реконструкцию Ленинградского шоссе и Ленинградского проспекта в Москве от Тверской улицы до аэропорта «Шереметьево».
Планировалось провести реконструкцию Тверского путепровода рядом с Белорусским вокзалом, построить три тоннеля в районе станции метро «Сокол», а также массу дорожных развязок. В результате на всем пути светофоры оставались только в двух местах — на пересечении Тверской улицы с Охотным Рядом и на пересечении Ленинградского проспекта с улицей Правды, — а время в пути от площади Тверская Застава до аэропорта «Шереметьево» сокращалось. Также планировалось увеличить количество полос до 8 в сторону центра и до 9 в сторону области. Первоначально строительство планировалось завершить в 2008 году, но в дальнейшем сроки окончания работ ежегодно переносились, в результате строительство в сокращённом виде было завершено лишь в 2017 году.

## Основные участки
Центр: Тверская улица и Пушкинская площадь
Ленинградский проспект:
- Белорусский путепровод
- Улица Правды
- Беговая улица (развязка с Третьим транспортным кольцом) (уже построена)
- Станция метро «Сокол»:
  - Алабяно-Балтийский тоннель
  - Волоколамский тоннель (движение в сторону центра открыто 5 августа 2009 года[5], в сторону области с 19 декабря 2009 года[6])
  - Ленинградский тоннель

Ленинградское шоссе: Аэропорт Шереметьево.

## Работы по реконструкции

### Манежная площадь — Площадь Тверская Застава

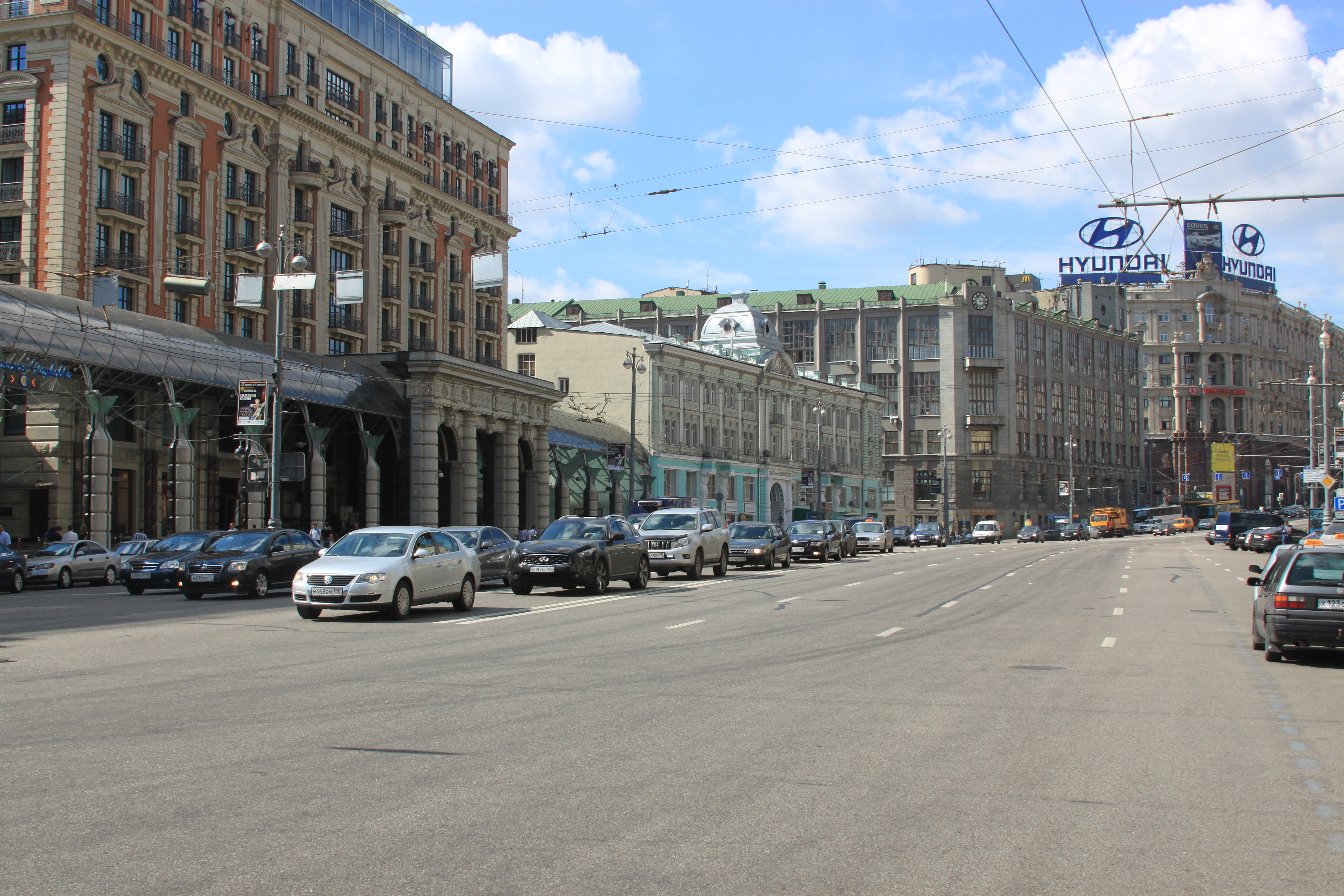
Начало улицы Тверская, вид от Манежной площади

Изначально планировалось сделать улицу полностью бессветофорной от Манежной площади до Зеленограда, т. е единственный светофор размещался бы вначале улицы, на пересечении с улицей Моховая. Однако впоследствии при мэре Сергее Собянине от бессветофорного движения в пределах Садового кольца было решено отказаться, была проведена реконструкция улиц Тверская и 1-я Тверская-Ямская в ходе которых были добавлены светофоры, поперечные проезды, пешеходные переходы и велопереезды.

#### Пушкинская площадь
На Пушкинской площади планировалось перенести перпендикулярные потоки на разные уровни и убрать светофоры с улицы Тверской. Для сохранения облика площади был выбран вариант с тоннелем. Изначально проект предполагал тоннели перпендикулярные Тверской, начать работы планировалось в 2009 году и закончить через 1,5 — 2 года. Для привлечения средств в бюджет под площадью был запланирован торговый центр и подземная парковка. Стоимость проекта — 15-20 млрд рублей. Однако позже под давлением общественности проект стал изменяться, в новом варианте в тоннеле проходил не Тверской бульвар, а улица Тверская.
Позже был заморожен проект торгового центра, парковки, а потом и весь проект реконструкции.
В начале 2010 года был предложен обновлённый проект. В нём значительно уменьшена площадь торговых объектов, а парковка занимает 3 подземных этажа, уделено внимание археологическим раскопкам.
В октябре 2010 года, после сложения полномочий мэра Юрием Лужковым, исполняющий обязанности мэра Владимир Ресин принял решение о приостановке всех работ на Пушкинской площади.
Впоследствии была проведена реконструкция Тверской улицы и Бульварного кольца, а от планов строительства двухуровневых развязок было решено отказаться.

#### Триумфальная площадь
На этой площади масштабных реконструкций не планируется, в феврале 2012 локально был реорганизован съезд с Тверской по направлению от центра на внутреннее Садовое кольцо и въезд с внешнего кольца на Тверскую в том же направлении, чтобы убрать пересечение въезжающих и съезжающих потоков.

### Площадь Тверская Застава — Станция метро Аэропорт
На всём протяжении Ленинградского проспекта дорога в обе стороны разделена на экспресс-дорогу и дублёр (англ.).

#### Площадь Тверская Застава
В 2007 году началось строительство многоуровневой развязки, подземной парковки и торгового центра на площади. Для этого был снесён сквер и демонтирован памятник Горькому. Строительство было остановлено в 2011 году.
В декабре 2011 года была утверждена новая схема движения на площади. Проезд по 1-й Тверской-Ямской по площади в сторону области из Москвы планировался без светофоров по восьми полосам со строительством новой эстакады параллельно историческому мосту, а в сторону центра — по пяти. Также будет сооружена трёхуровневая подземная парковка, а также наземная парковка и стоянка для автобусов для пассажиров транспортного узла у Белорусского вокзала.
Впоследствии проект был переработан, от подземных сооружений и двухуровневых развязок было решено отказаться, и в 2017 году произведена реконструкция с изменением схемы движения транспорта, восстановлением сквера с памятником Горького, организацией наземного пешеходного перехода через 1-ю Тверскую-Ямскую улицу а также продлением трамвайной линии с Лесной улицы и постройкой разворотного кольца на площади.

#### Пересечение с улицей Правды
На пересечении с улицей Правды построен подземный пешеходный переход, движение с самой улицы возможно только на дублёр и только в сторону области.

#### Пересечение с ТТК
Работы полностью окончены.

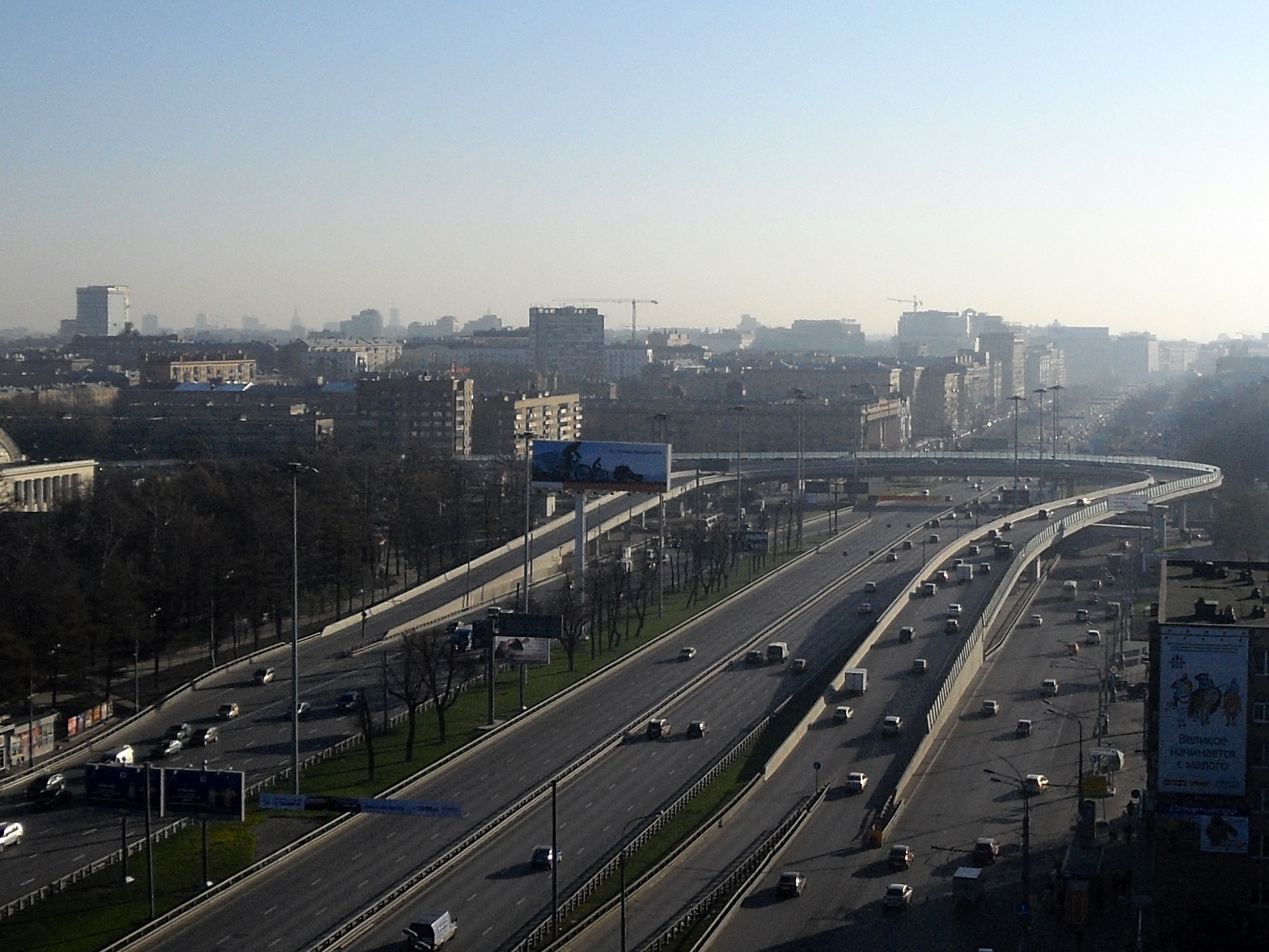
Пересечение с ТТК. Вид в центр.

При реконструкции была сооружена эстакада для поворота с Ленинградского проспекта с направления из области (и с основной части проспекта и с дублёра) на внутреннее Третье транспортное кольцо и разворота на дублёр Ленинградского проспекта в область. Эстакада имеет 2 полосы, после разделения потоков (на разворот и на поворот налево) для разворота остается 1 полоса. Таким образом пересечение стало трёхуровневым.
В основе разязки лежит клеверообразное пересечение двух дорог, все 4 правых поворотов выполнены в виде съездов, левые повороты на внешнее ТТК и на шоссе в область выполнены в виде «лепестков» клевера, на внутреннее ТТК по эстакаде. Обособленного левого поворота на проспект в центр с внешнего ТТК нет, повернуть можно на безымянный переулок после развязки и потом по 1-му Боткинскому проезду (поворот направо на 270 градусов вокруг квартала).
На пересечении ТТК и дублера Ленинградского проспекта 15 июня 2016 г. для эксперимента установлен светофор и нанесена новая разметка. Благодаря разметке и светофору автомобилисты смогут выезжать с внутренней стороны ТТК на Ленинградский проспект сразу в три ряда. Решение было промоделировано и показало большой рост пропускной способности на выезд с ТТК: до 440 авто в час с внутренней стороны ТТК и столько же с внешней, без ухудшения движения на дублере проспекта. Если эксперимент пройдет успешно, светофор будет размещен на постоянной основе.
Развороты на развязке не предусмотрены кроме движения из области. При движении:
- по Ленинградскому проспекту из области — по эстакаде
- по Ленинградскому проспекту из центра — съезд на внешнее ТТК по «лепестку», правый поворот на 270 градусов по 1-му Боткинскому проезду или разворот на развязке у Петровского парка
- по ТТК с запада — двойной левый поворот по «лепесткам»
- по ТТК с востока — съезд направо на Ленинградский проспект, разворот у Петровского парка, поворот налево по эстакаде или правый поворот на 270 градусов по 1-му Боткинскому проезду + правый поворот на 270 градусов по Беговой аллее

#### Двухуровневая развязка у Петровского парка
Работы полностью окончены.

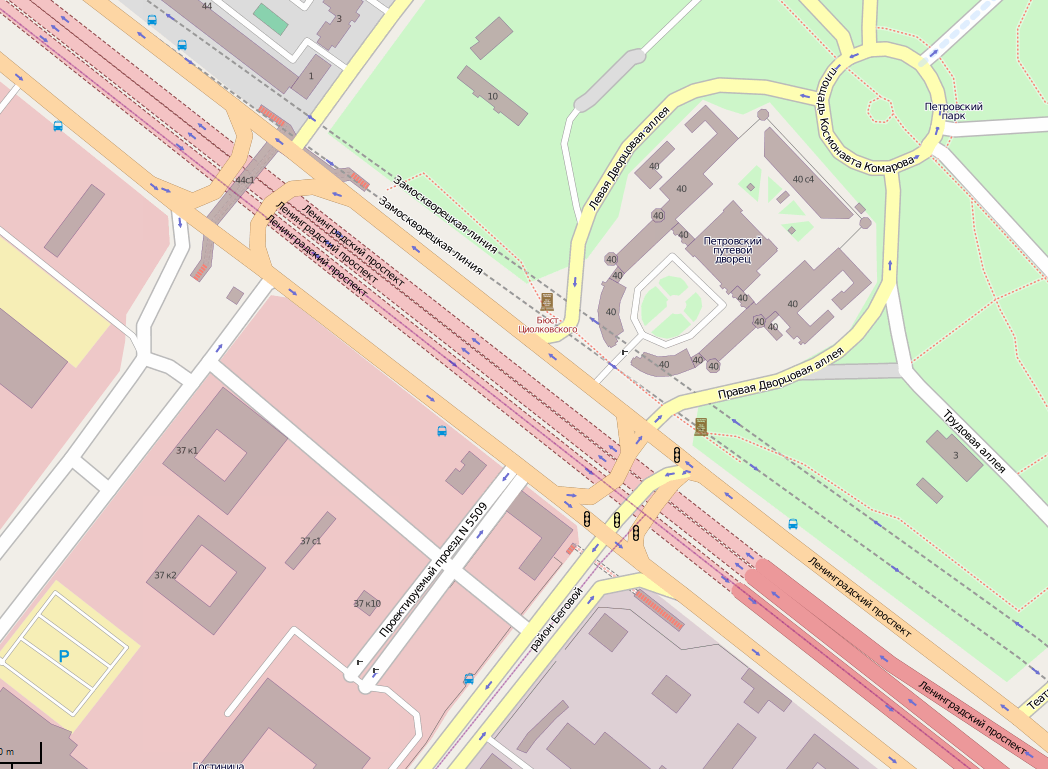
Развязка у Петровского парка (карта OpenStreetMap)

Вид развязки — усложненная светофорно-туннельная. В отличие от стандартной конфигурации над Ленинградским шоссе перпендикулярно проходит две улицы вместо одной. Был сооружен Ходынский транспортный тоннель для движения основного хода Ленинградского проспекта в центр и область, и для дублёра в направлении области для транзитного трафика прямо. Для поворотов налево, направо и для разворота над тоннелем сооружен регулируемый перекрёсток. Для разворота при движении из области предусмотрен отдельный разворот без проезда перекрёстка.
В этом месте Ленинградский проспект имеет наибольшее количество полос: в центр (9) — 5 полос основного хода + 4 полосы на дублёре; в область (10) — 3 полосы основного хода в область + 3 транзитных полосы дублёра в тоннеле + 4 полосы дублёра на поверхности)
Далее сооружены въезды и съезды на дублёры в обе стороны на одном уровне без пересечений. Также сооружены 3 надземных перехода у домов номер 48, 56 и 66 по Ленинградскому проспекту.

### Станция метро Аэропорт — Мост Победы (Развязка на Соколе)

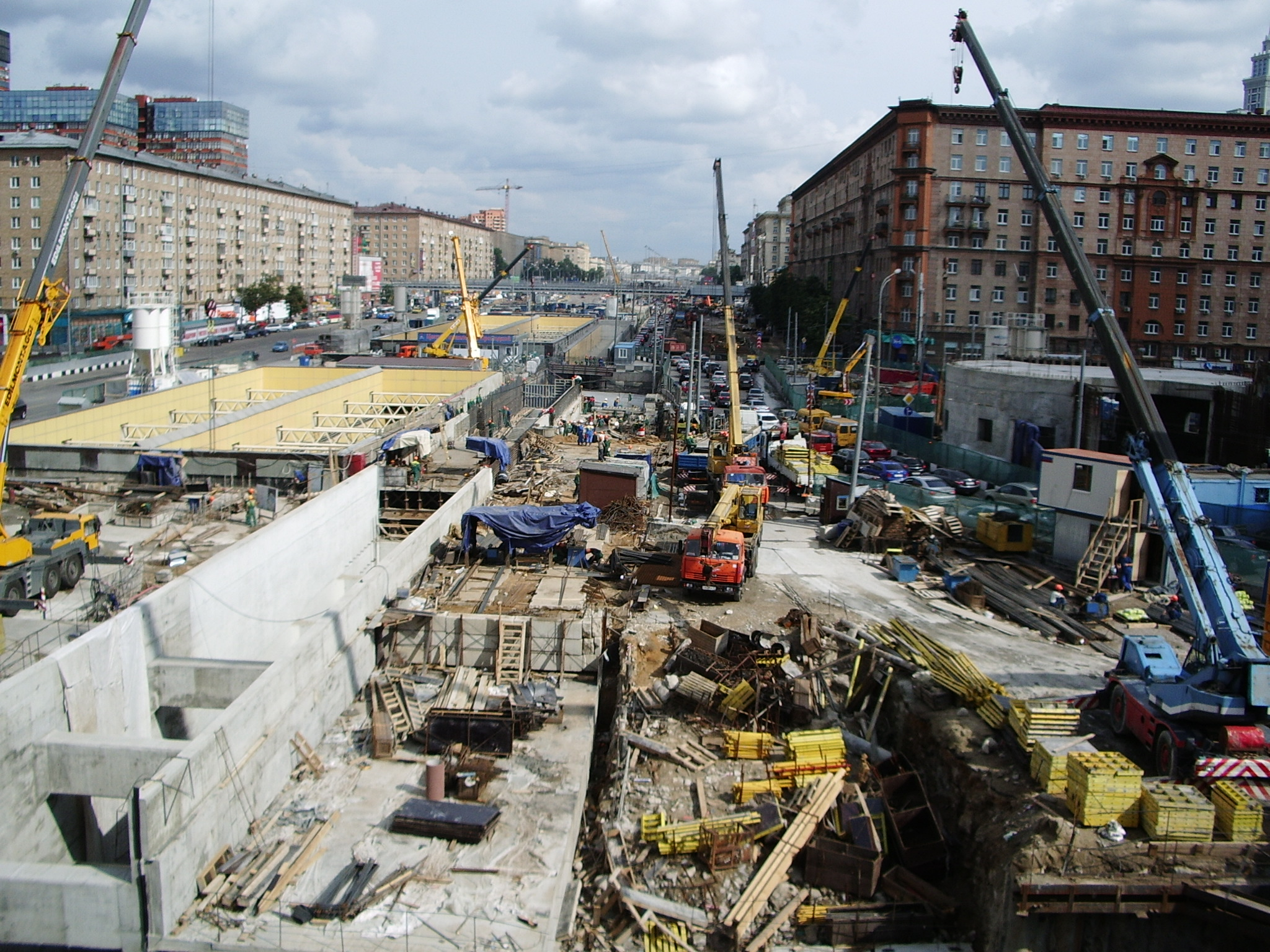
Строительство развязки на Соколе. Август 2009 года.

По объёмам площади и стоимости работ этот объект является самым большим в проекте «Большая Ленинградка».

#### Направление Ленинградский проспект — Волоколамское шоссе
Полностью сооружен тоннель, отделочные работы выполнены в полном объёме, движение пущено в обе стороны в 2009 году. Дата открытия тоннеля — 19 декабря 2009 года (по тоннелю в центр можно было проехать ещё с 5 августа 2009 года)
Эстакада сооружена, движение также пущено. Организация движения предусматривает, что эстакада соединит дублёр Ленинградского проспекта по направлению в область и Волоколамское шоссе в область. Открытие эстакады состоялось 8 сентября 2011 года, временная эстакада была демонтирована. На строительство было потрачено 367,3 млн рублей.

### Мост Победы — МКАД

#### Пересечение с Головинским шоссе
Двухуровневое пересечение, Ленинградское шоссе проходит по эстакаде, съезды с Ленинградского шоссе пересекаются с Головинским шоссе на нижнем уровне на регулируемом перекрёстке, в свободном пространстве под эстакадой будет обустроена парковка.
На данный момент[когда?] объект полностью сооружен.

#### Пересечение с Фестивальной улицей
Работы не ведутся.

### МКАД — Международное шоссе

#### Пересечение с МКАД
Выполнено в виде клеверообразного двухуровнего пересечения, ещё до реконструкции дополнительно был построен съезд из области на внутреннее кольцо МКАД.
В планах реконструкции построить дополнительную эстакаду для поворота из центра налево и направо. Общая протяженность эстакады будет составлять более 2 км. В декабре 2011 года были обнародованы детали госконтракта: исполнитель — ОАО «Мостотрест», Стоимость проекта — 4,85 млрд рублей, срок выполнения — 16 месяцев. В декабре 2012 года эстакада была открыта.
Эстакада начинается от Ленинградского моста, до разворота под мостом, исключая пересечение потоков при въезде на эстакаду, а такое далекое расположение въезда обеспечит беспрепятственный поворот налево и направо при наличии затора при въезде в Химки. Съезд на внутреннее кольцо МКАД (при повороте направо) совмещен со съездом левоповоротной эстакады из области. Съезд на внешнее кольцо МКАД (при повороте налево) расположен сразу после Бутаковского моста.

#### Узкий участок шоссе от МКАД до МЕГА Химки
На апрель 2012 года проект реконструкции не был готов, велись предварительные переговоры с владельцами торговых центров вдоль шоссе для постройки дублёров. На эти дублёры будет въезжать поток машин из города Химки, а также с МКАД. Планировалось реконструировать пересечение с улицей Маяковского, и соорудить путепровод на пересечении улицы Репина и Ленинградского шоссе, однако по состоянию на сентябрь 2018 года строительство объектов не было начато.

#### Октябрьский путепровод
Разрабатывается план реконструкции, предварительно, существующий путепровод сделают односторонним, рядом построят второй путепровод для движения в обратном направлении. Однако после запуска движения по платной трассе М-11 был наложен запрет[кем?] на реконструкцию «старой» трассы М-10, поэтому дальнейшая судьба проекта неизвестна.

### Международное шоссе — Шереметьевское шоссе

#### Пересечение с Международным шоссе
Плана реконструкции нет, работы не ведутся.

#### Двухуровнеая развязка на въезде в пос. Новоподрезково (26 км Ленинградского шоссе)
Плана реконструкции нет, работы не ведутся.

#### Пересечение с Шереметьевским шоссе
План реконструкции есть, работы не ведутся.

## Общественная реакция
В мае 2021 года группа местных жителей направила обращение в столичную мэрию и Мосгордуму с предложением переименовать 4-ю улицу 8 Марта, расположенную в муниципальном районе «Аэропорт» на севере города, в улицу Юрия Лужкова. Как указали москвичи, Лужков «горячо радел за свое детище — проект „Большой Ленинградки“, реконструкции Ленинградского проспекта, превращения его в современную автомагистраль. 4-я улица 8 Марта находится недалеко от проспекта», — отмечается в обращении.

## Связанные проекты
- Скоростная автомагистраль Москва — Санкт-Петербург — строительство 1-й очереди
- Северо-Западная хорда
- Развязка на Соколе

## Фотогалерея

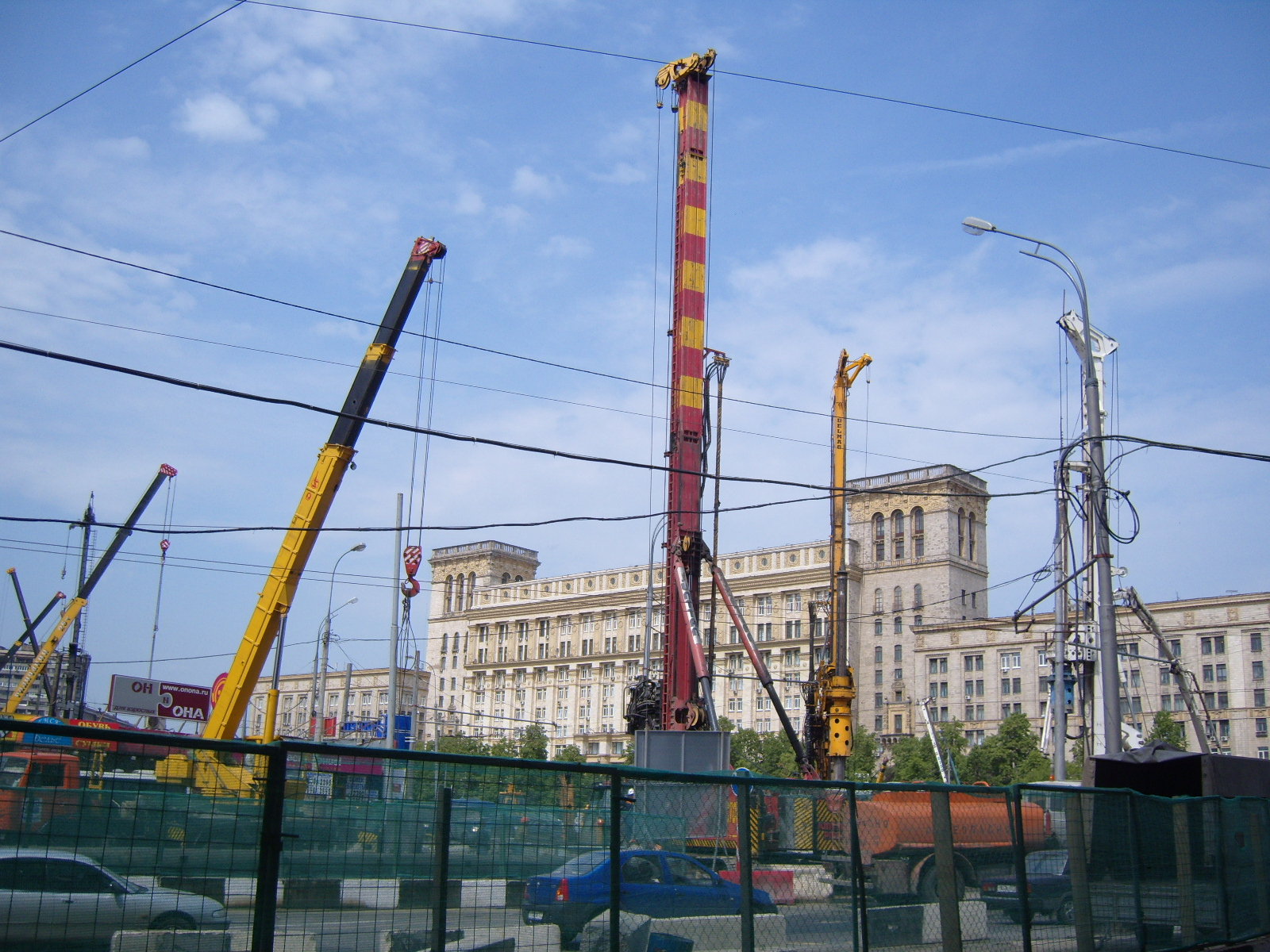
Строительство Алабяно-Балтийского тоннеля в районе станции метро «Сокол»
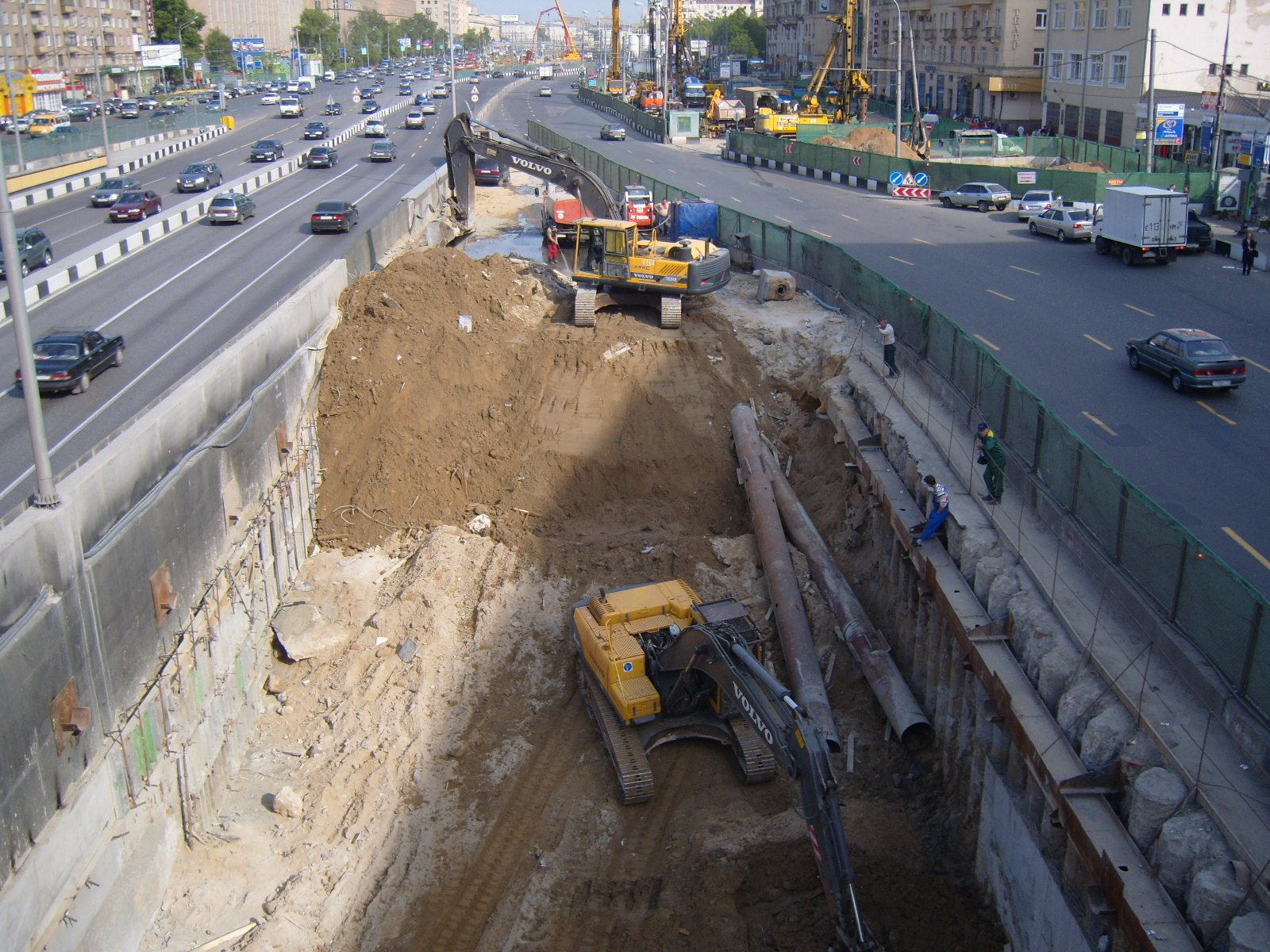
Строительство тоннеля между Ленинградским проспектом и Волоколамским шоссе
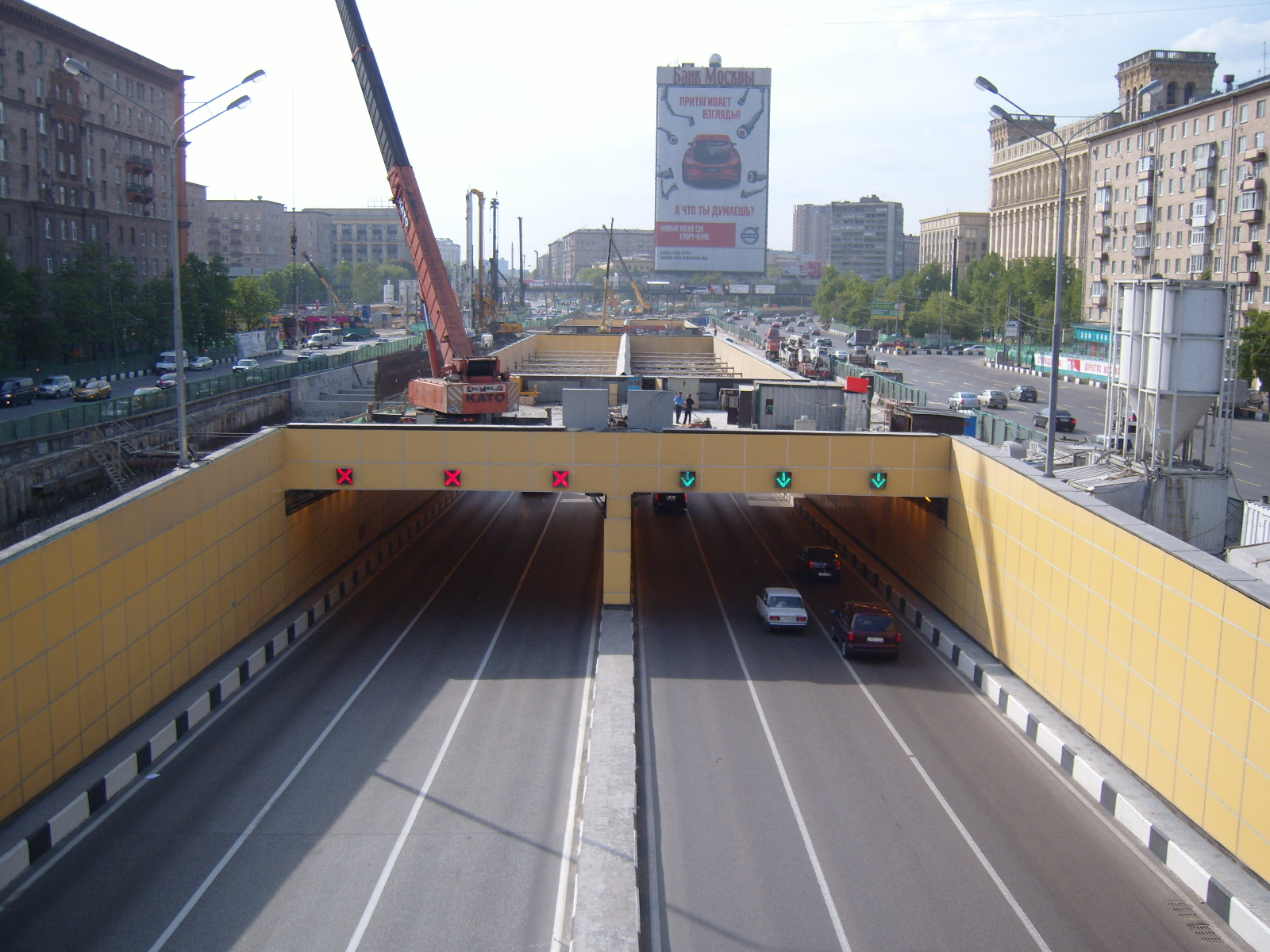
Реконструированный тоннель между Ленинградским проспектом и Ленинградским шоссе
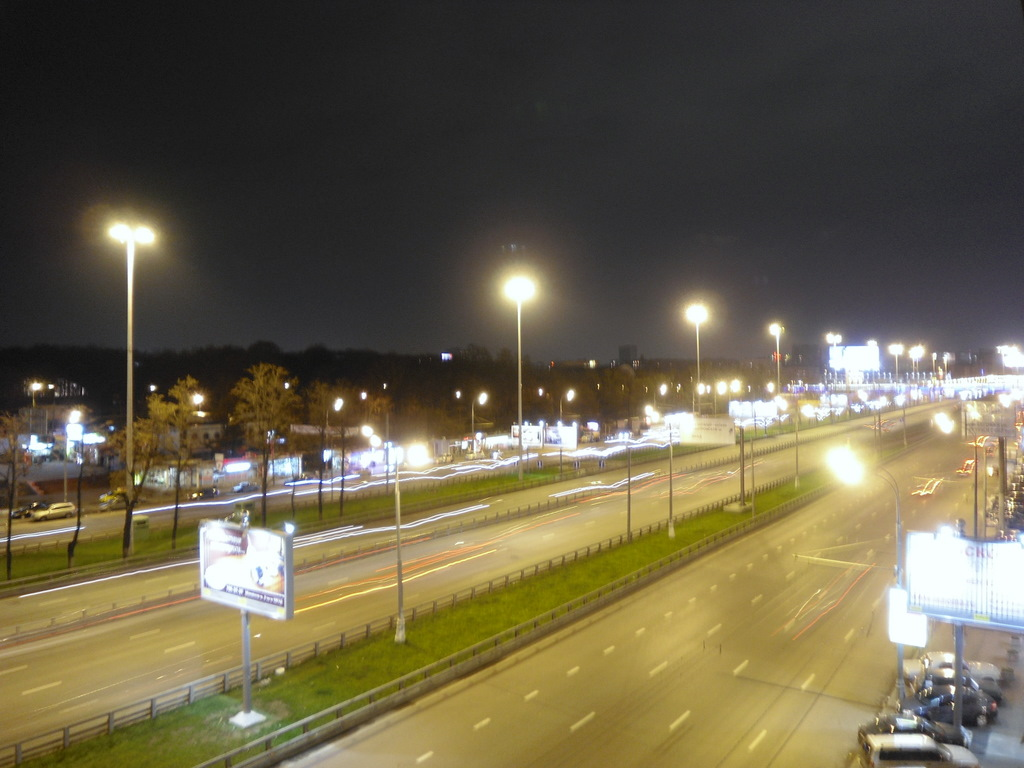
Ленинградский проспект после реконструкции (м. Динамо)
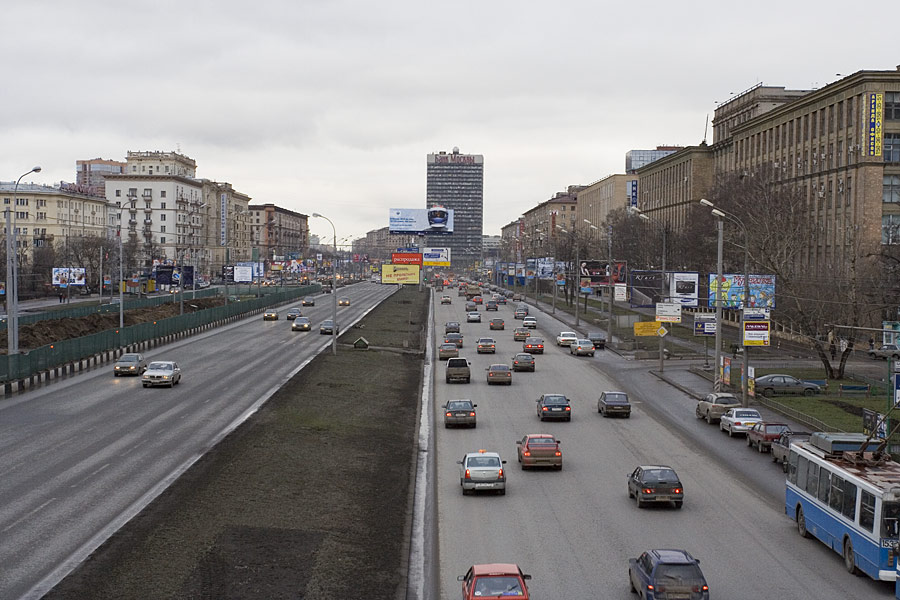
Ленинградский проспект в самом начале реконструкции (Январь 2007 года)